# Costituzione Polacca di Marzo
La Seconda Repubblica di Polonia adottò la Costituzione di Marzo il 17 marzo 1921, dopo aver sconfitto l'occupazione delle forze tedesche e prussiane nella Grande Rivolta Polacca del 1918, e dopo aver evitato la conquista sovietica nella Guerra polacco-sovietica del 1920.
Fu emendata nel 1926 (rinnovamento di Agosto) e definitivamente sostituta dalla Costituzione Polacca di Aprile (1935).
Alcuni articoli della Costituzione Polacca di Marzo furono recepiti dalla Piccola Costituzione del 1947, scritta durante il periodo della Polonia comunista.